# Fray Tormenta
Sergio Gutiérrez Benítez (San Agustín Metzquititlán, Hidalgo, México; 5 de febrero de 1945), conocido como Fray Tormenta, es un sacerdote y luchador profesional mexicano retirado, quien fundó y dirige un hogar para huérfanos, que financiaba ejerciendo la lucha libre. En sus luchas vestía con una máscara roja y amarilla. Está retirado actualmente, pero aún viste sus máscaras mientras realiza sus actividades eclesiásticas. Su historia ha inspirado la producción de cuatro películas, dos videojuegos, una historieta ilustrada y a un luchador como su sucesor.

## Biografía
Sergio, fue el hijo dieciséis de diecisiete hermanos, criado en la Ciudad de México donde a los 13 años, fue atrapado por la adicción a diversas drogas. Buscó asesoramiento con un sacerdote y ese evento lo impulsó a entrar al seminario. A la edad de 22 años se interesó en el sacerdocio e ingresó a la Orden de las Escuelas Pías. Su formación teológica lo llevó a Roma y España, y regresó a México en 1970, y se estableció en Veracruz, donde evangelizó a prostitutas, drogadictos y delincuentes. Posteriormente fue profesor de filosofía e historia en la Universidad Pontificia de México. Después se convirtió en sacerdote secular en la diócesis de Texcoco y fundó un orfanato en Texcoco, Estado de México, llamado "La casa hogar de los Cachorros de Fray Tormenta", donde albergó hasta 270 niños y eligió este nombre antes de iniciar su carrera de luchador. Debido a la gran carencia de dinero, el padre se convirtió en un luchador enmascarado conocido como "Fray Tormenta". Durante su carrera como luchador no permitió que nadie conociera que era un sacerdote, pues alegaba que nadie le tomaría en serio si lo supieran.
El padre Sergio Gutiérrez Benítez se inspiró en los luchadores enmascarados que vio durante dos películas mexicanas en 1963, "El Señor Tormenta" y "Tormenta en el Ring". Ambas tenían como argumento a un pobre padre mexicano que practicaba en las noches lucha libre para ayudar a los niños de su orfanato. Uno de sus maestros fue el luchador José Ramírez "El Líder". Huracán Ramírez hizo pública la identidad del sacerdote, por lo que su fama creció sin precedentes.

## Reconocimientos
En 1991 productores franceses de películas hicieron una película inexacta sobre "Fray Tormenta", llamada L'Homme au masque d'or (El Hombre en la Máscara de Oro) protagonizada por Jean Reno, donde se relata la vida del padre Vitorio, quien está a cargo de un orfanato con 50 niños quien se convierte en luchador para sacar adelante a sus huéspedes. 
En 1994 el videojuego de peleas en Arcade, llamado Tekken de la empresa Namco creó el primer personaje Mexicano en esta área llamado King, quien usa una máscara de jaguar. Este luchador fue inspirado en dos luchadores de la vida real, uno de ellos fue "Fray Tormenta", de quien se inspiran al crear la historia de este personaje ficticio, quien compite en el torneo de pelea para recaudar fondos y ayudar a un orfanato. La figura de King siempre ha estado presente en cada entrega de la franquicia; no obstante, son dos personas distintas las que llevaron el manto de King. El primer King se hace presente en la primera entrega y en Tekken 2. Después de su muerte poco antes del inicio de Tekken 3, el legado de King queda a manos de uno de sus pupilos, apareciendo en esta entrega y en juegos posteriores.
Posteriormente en 1999 el videojuego de peleas en Arcade, llamado Garou: The Mark of the Wolves de la empresa SNK creó al personaje Mexicano llamado Tizoc, quien usa una máscara de Águila, este luchador fue inspirado en Fray Tormenta. Al igual que este, Tizoc lucha para ayudar a los niños, destinando el dinero de sus victorias a la caridad, sean orfanatos o escuelas. Durante su historia en el juego, Tizoc piensa en retirarse de la lucha. Pero al ver como los niños se inspiran en él para sobresalir. Tizoc decide que seguirá luchando para darles inspiración a los niños. 
En 2002 la directora ecuatoriana Viviana Cordero realizó una película basada en la historia de "Fray Tormenta" adaptada a un pueblo del andes ecuatoriano, titulada "Un Titán en el Ring".
En el 2006 los productores de películas estadounidenses Jared Hess hicieron otra película inexacta basada en la historia del cura luchador llamada Nacho Libre protagonizada por Jack Black.
En el 2007 "Fray Tormenta" aparece en el filme "Padre Tormenta", donde es un padre que se pone máscara de luchador y entra al ring para recaudar fondos para la escuela que fundó.
Actualmente, "Fray Tormenta" es parte de las historietas mexicanas "Místico; El Príncipe de Plata y Oro" como el mentor del luchador de lucha libre Místico.

## Últimos años
En la vida real "Fray Tormenta" está retirado de la lucha libre profesional desde el 3 de julio de 2011. Todavía trabaja en el orfanato como sacerdote, y ha inspirado a uno de sus chicos para que la leyenda de Fray Tormenta no muera. El nuevo luchador enmascarado, del cual se desconoce su nombre, se ha llamado a sí mismo Fray Tormenta Jr.
El 24 de febrero de 2013, la Arena López Mateos de Tlalnepantla, Estado de México, realizó una función en beneficio de la casa hogar de Fray Tormenta. En lucha semifinal, Fray Tormenta fue acompañado de Lola "Dinamita" González, también homenajeada en la función, y de Yakuza, luchador de la Alianza Universal de Lucha Libre. En tres caídas, vencieron a Coco Azul, La Diabólica y Magia Negra.